# 西區 (堺市)
西区（日语：／ Nishi ku */?）是堺市的7個區之一，位於堺市的西部臨海區域，南海本線及阪和線兩條鐵路以南北向通過轄內，因此沿線車站周邊多為住宅區，而海岸區域則屬於堺泉北港及堺泉北臨海工業地帶。

## 歷史
現在的西區範圍在令制國時代屬於和泉國大鳥郡，江戶時代後分屬幕府、田安德川家、一橋德川家領地，在明治維新後即先後被併入堺縣，1881年隨堺縣一同被併入大阪府。
1889年實施町村制時，現在的西區在當時分屬濱寺村、鳳村、鶴田村、神石村四個行政區劃，這些區域在歷經多次整併及改制後，在1942年至1961年期間先後被併入堺市，1996年設立了市政府西支所負責管轄現在西區的範圍，在2006年堺市升格為政令指定都市後，便將西支所的轄區直接設立為西區。

## 交通
區內主要軌道交通為西日本旅客鐵道阪和線、南海電氣鐵道南海本線和阪堺電氣軌道阪堺線三條南北向通過轄內的路線，往北接可接入大阪市市區。

### 鐵路
西日本旅客鐵道
- 阪和線：上野芝站 - 津久野站 - 鳳站
- 羽衣線：鳳站

南海電氣鐵道
- 南海本線：石津川站 - 諏訪之森站 - 濱寺公園站

阪堺電氣軌道
- 阪堺線：石津北停留場 - 石津停留場 - 船尾停留場 - 濱寺站前停留場

## 觀光資源

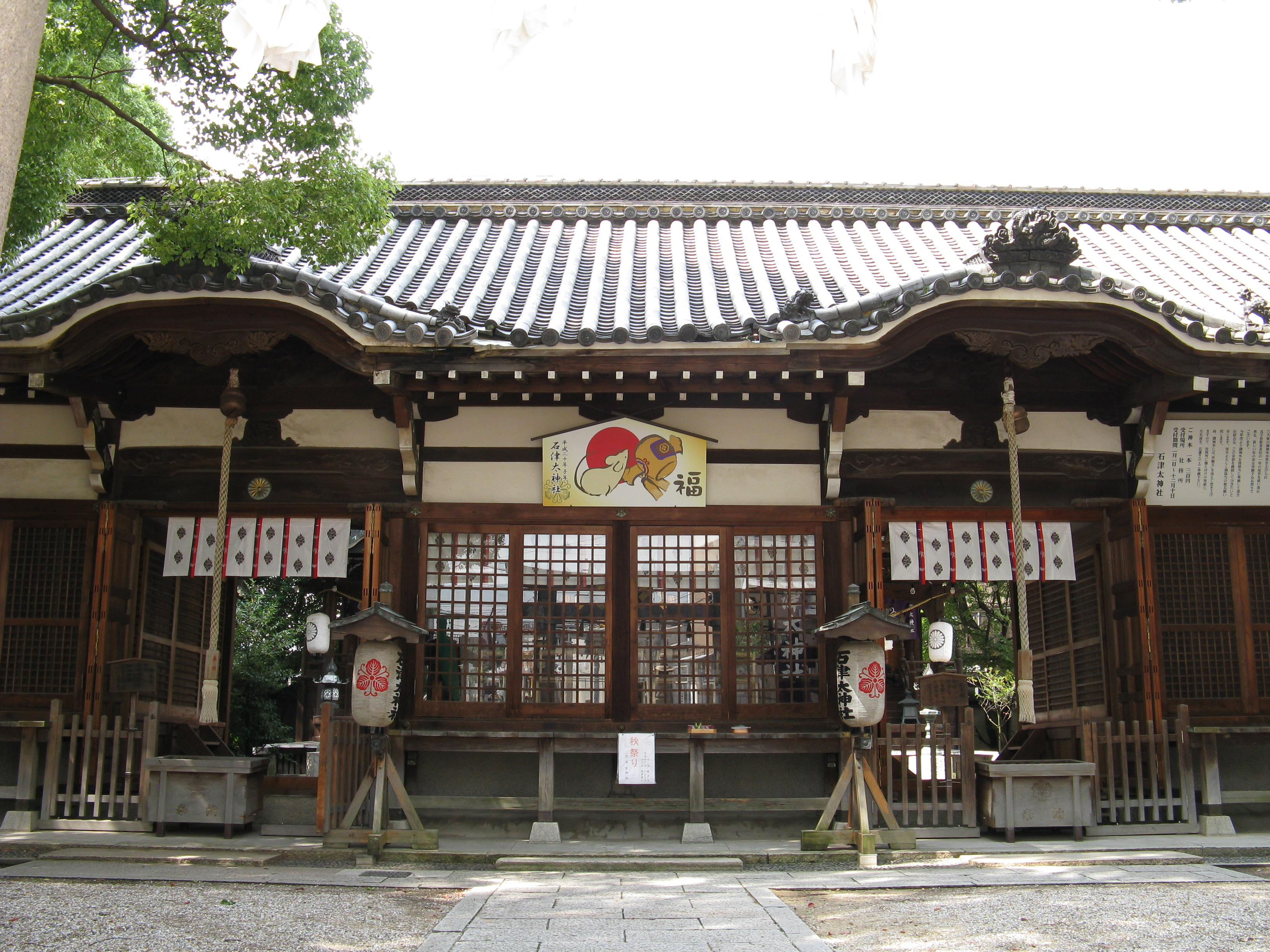
石津太神社

- 大鳥大社
- 石津太神社（日语：石津太神社）

## 本地出身之名人
- 澤口靖子：女演員
- 西村真悟：律師、政治人物

## 外部連結
- OpenStreetMap上有關西區 (堺市)的地理
- （日語） 官方网站